# Terry Goodkind
Terry Lee Goodkind (1. května 1948 Omaha – 17. září 2020 Boulder City) byl americký spisovatel, autor epické fantasy série Meč Pravdy (The Sword of Truth), bestselleru publikovaného v Tor Books od roku 1994. Dosud se prodalo přes 10 miliónů výtisků a kniha byla přeložena do 20 různých jazyků. Americký časopis Publishers Weekly informoval, že jeho knížky celosvětově překonaly hranici prodeje 25 milionů knih.
Terry poměrně záhy zjistil, že trpí dyslexií, kvůli které byl na střední škole velmi frustrován. Předčasně ukončil školu a pracoval jako tesař, houslař, restauroval starožitnosti a exotické artefakty. Dříve než začala jeho kariéra spisovatele, byl hodně známý pro své malby s tématem námořnictva a divoké přírody. V roce 1993 během stavby svého domu na zalesněném ostrově Mount Desert na pobřeží Maine začal psát svůj první román „První čarodějovo pravidlo“ a jeho spisovatelská kariéra odstartovala jeho prvním vydáním v následujícím roce 1994, kdy se prodalo 60.000 výtisků, což bylo o mnoho více, než je při debutu běžné. Následně si pořídil druhý dům na jihozápadě v pouštní krajině, kde v posledních letech života strávil většinu času.
V Americe publikoval celkem 11 dalších dílů, v České republice byly rozděleny na 22 dílů a jeden další román. Terry byl hodně ovlivněn knihami od Ayn Rand.
Zemřel ráno 17. září 2020 ve věku 72 let.

## Dílo

### Série Meč Pravdy
Podle vydavatele Tor Books bylo vydáno více než 10 miliónů kopií, a dílo bylo přeloženo do 20 jazyků. Každá kniha ze série obsahuje Čarodějovo pravidlo, které tvoří téma novely. V češtině vyšla každá z jeho novel rozdělena do 2 částí se samostatným názvem.
- První zpovědnice (The First Confessor: The Legend of Magda Searus, 2012) – prequel celé ságy
- První čarodějovo pravidlo (Wizard's First Rule, 1994)
  - Zlověstný mág, Classic, 1997 překlad Vincent Šinský
  - Tři schránky ordenu, Classic, 1997, překlad Vincent Šinský
- Kámen slz (Stone of Tears, 1995)
  - Armáda démonů, Classic, 1998, překlad Vincent Šinský
  - Sestry světla, Classic, 1998, překlad Vincent Šinský
- Krvavá církev (Blood of the Fold, 1996)
  - Inkvizitor, Classic, 1999, překlad Václav Čuba
  - Pekelná bible, Classic, 1999, překlad Václav Čuba
- Chrám větrů (Temple of the Winds, 1997)
  - Ochránce lorda Rahla, Classic, 1999, překlad Ivana Drábková
  - Proroctví císaře Jaganga, Classic, 2000, překlad Ivana Drábková
- Duch ohně (Soul of the Fire, 1999)
  - Válečný čaroděj, Classic, 2000, překlad Václav Čuba
  - Tajemství Magie, Classic, 2000, překlad Václav Čuba
- Víra poražených (Faith of the Fallen, 2000)
  - Zuřivost Mord-Sithy, Classic, 2001, překlad Vincent Šinský
  - Císařský řád, Classic, 2001, překlad Vincent Šinský
- Pilíře světa (The Pillars of Creation, 2002)
  - Ozvěna šeptajících hrobů, Classic 2003,překlad Jiří Dolanský
  - Srdce starého světa, Classic 2003, Jiří Dolanský
- Nahé císařství (Naked Empire, 2003)
  - Temný závoj hněvu, Classic 2004, překlad Daniel Biderman
  - Pevnost čarodějů, Classic 2004, překlad Daniel Biderman
- Čarodějnický oheň (Chainfire, 2005)
  - Chodba mrtvých, Classic, 2006, překlad Václav Čuba
  - Ohnivá kaskáda, Classic, 2006, překlad Václav Čuba
- Fantom (Phantom, 2006)
  - Přízračné legie, Classic, 2007, překlad Ivana Drábková
  - V prachu starých kostí, Classic, 2007, překlad Ivana Drábková
- Zpovědnice (Confessor, 2007)
  - Předivo kouzel, Classic, 2008, Ivana Drábková
  - Poslední čarodějovo pravidlo, Classic, 2009, Ivana Drábková
- Pravidlo devítek (The Law of Nines (2009) – Sequel navazující na díl Zpovědnice o více než 1000 let později v druhém světě.

- pozn.1:

Od Krvavé církve a překladu Václava Čuby jsou věci v knize překládány zcela jinak než v předchozích knihách (např. místo subtraktivní používá termínu "odnímací" magie..., matka vyznavačka vs. matka zpovědnice...). Z tohoto důvodu doporučuji číst spíše nové překlady – reprinty, které vychází jak v pevné, tak v původní vazbě, navíc s novou grafikou přebalu (viz další poznámky).
Pevná vazba
- Od roku 2008 začalo nakladatelství Classic vydávat knihy i v pevné vazbě s novým překladem, o který se postaral Martin Stočný a od Fantoma pak Ivana Drábková. Knihy již nejsou rozděleny na dva svazky. Pozor na změnu některých názvů 8. a 9. dílu. Zatím vyšlo
  - První zpovědnice, Legenda o Magdě Searusové (2013) – prequel celé ságy
  - 1. díl – První čarodějovo pravidlo (2008)
  - 2. díl – Kámen slz (2009)
  - 3. díl – Krvavá církev (2010)
  - 4. díl – Chrám větrů (2011)
  - 5. díl – Duch ohně (2012)
  - 6. díl – Víra poražených (2013)
  - 7. díl – Pilíře světa (2013)
  - 8. díl – Obnažená říše (2013) (původní český název: Nahé císařství)
  - 9. díl – Ohnivá kaskáda (2014) (původní český název: Čarodějnický oheň)
  - 10. díl – Fantom (2014)
  - 11. díl – Zpovědnice – (2015)

- Druhá série
  - 12. díl – Ozubí reguly (2012)
  - 13. díl – Třetí království (2014)
  - 14. díl – Oddělené duše (2015)
  - 15. díl – Válečné srdce (2016)

- Třetí série – Kroniky Niccy
  - 16. díl – Paní Smrt (2018)
  - 17. díl – Rubáš Věčnosti (2019)
  - 18. díl – Kamenné obležení (Siege of Stone) (2018 en, 2021 cz)
  - 19. díl – Heart of Black Ice (2020 en)

- Čtvrtá série – Děti D'Hary (en)
  - The Scribbly Man (2019 en)
  - Hateful Things (2019 en)
  - Wasteland (2019 en)
  - Witch's Oath (2020 en)
  - Into Darkness (2020 en)
  - ⇒ Children of DHara (2021 en) – souhrnné vydání všech 5 novel v této sérii

- Pravidlo devítek (2011) – tematicky navazuje na 11. díl Zpovědnice, o více než 1000 let později, odehrává v druhém světě

### Samostatné romány
- Hnízdo ďábla (2016)
- Dívka na měsíci (2020)